# Relations entre Cuba et la France
Les relations entre Cuba et la France désignent les relations diplomatiques bilatérales s'exerçant entre la République de Cuba, État insulaire des Caraïbes, et la République française, État principalement européen. 

## Histoire
Le premier contact entre la France et Cuba eut lieu en 1554 lorsque Jacques de Sores, corsaire à la solde de François Ier, pilla Santiago de Cuba, alors colonie espagnol sous le nom de capitainerie générale de Cuba et faisant partie de la Vice-royauté de Nouvelle-Espagne. 
En 1798, Louis-Philippe futur Roi des Français alors en exil s'est rendu à Cuba.
Lors de la guerre hispano-américaine de 1898, la France enjoignit à l'Espagne de renoncer à ses prétentions sur l'île de Cuba. Le traité de paix fut signé à Paris. 
Pour le gouvernement français, Cuba était avant la révolution, « une chasse gardée de l’Amérique, juste un lieu de plaisir pour milliardaires et mafieux », et se désintéresse de ce pays. 
Après la révolution cubaine et l'arrivée au pouvoir de Fidel Castro en janvier 1959, La Havane reconnait le Front de libération nationale (FLN) et soutient la lutte pour l'indépendance de l'Algérie. 
Le président Charles de Gaulle assure le gouvernement américain de son soutien lors de sa décision d’imposer un embargo contre Cuba en 1962, déclarant approuver «  la politique de fermeté » de John Fitzgerald Kennedy. De Gaulle décide cependant de ne pas rompre les relations diplomatiques entre la France et Cuba et de ne pas s'associer à l’embargo. Les services diplomatiques français à La Havane sont ensuite largement utilisés par les États-Unis à des fins d’espionnage. 
En 1960, Jean-Paul Sartre et Simone de Beauvoir se rendirent sur l'île. 
En 1974, François Mitterrand s'est rendu à Cuba. À l'époque, les socialistes français reconnaissent des points positifs dans les réalisations du régime de Fidel Castro dans les domaines de la santé, de l'éducation et de la culture sont majoritaires dans leur parti. Danielle Mitterrand ne cachait pas son admiration pour la Révolution cubaine. 
En août 1991, la France soutient à l'ONU une motion qui lèverait les sanctions américaines contre Cuba. Fidel Castro est invité à Paris en 1995.
L'ambassadeur français à Cuba a vu son compte privé à la Banque transatlantique saisi par la justice américaine après qu'il eut libellé en dollars un chèque destiné à l'achat, à La Havane, d'une automobile de marque française pour son usage personnel.

## Période contemporaine

### Relations économiques
Depuis 1991, la France cherche à assouplir le régime des sanctions américaines à l'égard de Cuba. 
En 2016, une antenne de l'Agence française de développement a été ouverte à La Havane, et elle focalise son action sur les secteurs agricole et ferroviaire.  
La France est le 11ème plus important partenaire commercial de Cuba à l'échelle du monde. Pernod-Ricard, Air France et Total y sont implantés.
Les deux pays cherchent à lutter contre les effets du dérèglement climatique.

### Dimension culturelle
Deux Alliances françaises sont implantées à Cuba. Il s'agit des seuls centres culturels étrangers autorisés sur l'île. Chaque année est organisé à Cuba un festival du cinéma français, et le mois de mai y est le mois de la culture française. 
En 2017, Cuba a accueilli 210 000 touristes français.

### Coopération médicale
Dans le contexte de pandémie de Covid-19 en 2020, la France obtient le déploiement de missions médicales cubaines dans plusieurs de ses départements d’outre-mer (Martinique, Guadeloupe, Guyane, Saint-Pierre-et-Miquelon).
Pour la Martinique, les autorités cubaines reçoivent officiellement 300 000 euros pour les 15 médecins qui composent la brigade et pour trois mois de présence dans l'île. Cela comprend le transport, l'hébergement et  23 euros par jour et par médecin. Toutefois le salaire des médecins reste inconnu. Par ailleurs ignorant de la langue française, de la pharmacopée française et n'ayant pas le droit de plein exercice, ils restent des stagiaires toujours supervisés par un médecin français ,.

## Sources
1. ↑  (en) « Treaty of Paris ends Spanish-American War », HISTORY,‎ 9 février 2010 (lire en ligne, consulté le 24 octobre 2018).
2. 1 2 3  Hernando Calvo Ospina, « La France fut le meilleur espion des États-Unis à Cuba », sur Mediapart, 15 octobre 2015
3. 1 2 3  « France-Cuba : 50 ans de relations passionnelles en huit dates-clés », SudOuest.fr,‎ 12 mai 2015 (lire en ligne, consulté le 24 octobre 2018).
4. ↑  Patrick Howlett-Martin, « Dégel sous les tropiques entre Washington et La Havane », sur Le Monde diplomatique, 1er novembre 2014
5. ↑  « Forte participation à la mission Business France sur l’agriculture », sur La France à Cuba (consulté le 24 octobre 2018)
6. ↑  « Nouvelle coopération franco-cubaine dans le secteur ferroviaire », sur La France à Cuba (consulté le 24 octobre 2018)
7. ↑  (es) Ministère de l'Europe et des Affaires étrangères, « Infografia - Las relaciones entre Francia y Cuba », sur France Diplomatie :: Ministerio para Europa y de Asuntos Exteriores francés (consulté le 24 octobre 2018)
8. 1 2 3  Ministère de l'Europe et des Affaires étrangères, « Relations bilatérales », sur France Diplomatie : : Ministère de l'Europe et des Affaires étrangères (consulté le 24 octobre 2018)
9. ↑  Ministère de l'Europe et des Affaires étrangères, « Infographie : L'essor des relations franco-cubaines », sur France Diplomatie : : Ministère de l'Europe et des Affaires étrangères (consulté le 24 octobre 2018)
10. ↑  Domitille Piron, « Coronavirus: la France accepte des médecins cubains dans ses départements d’outre-mer », sur RFI, 31 mars 2020
11. ↑  Cuba: départ des médecins cubains de Martinique sur fond de questions et polémiques RFI, 12 octobre 2020
12. ↑  Una revista francesa investiga "el misterio de los médicos cubanos" en Martinica 14ymedio